# Surbiton Trophy 2005
Il Surbiton Trophy 2005 è stato un torneo di tennis facente parte della categoria ATP Challenger Series nell'ambito dell'ATP Challenger Series 2005. Il torneo si è giocato a Surbiton in Gran Bretagna dal 31 maggio al 5 giugno 2005 su campi in erba.

## Vincitori

### Singolare
Daniele Bracciali ha battuto in finale  Ivo Karlović con il punteggio di 6(0)–7, 7–6(5), 7–6(4)

### Doppio
Jordan Kerr /  Jim Thomas hanno battuto in finale  Richard Barker /  William Barker con il punteggio di 6–2, 6–4